# Nouvelle-Suède
1638–1655
Entités précédentes :
- Nouvelle-Néerlande
- Andastes

Entités suivantes :
- Nouvelle-Néerlande

La Nouvelle-Suède (en suédois : Nya Sverige) était une petite colonie suédoise située en Amérique du Nord, sur la côte atlantique, à l'embouchure du Delaware. Elle faisait partie de l'empire colonial suédois. Fondée en mars 1638, elle fut annexée par la Nouvelle-Néerlande en septembre 1655.
Elle était centrée sur Fort Christina, maintenant dans Wilmington, au Delaware et comprenait des territoires aujourd'hui dans les États du Delaware, du New Jersey et de la Pennsylvanie. À côté des Suédois, on trouvait de nombreux colons finnois ou néerlandais.
La superficie de la colonie était d'environ 80 000 kilomètres carrés. Sa population en 1655 n'est pas connue avec certitude, et fait l'objet de débats parmi les historiens, qui évoquent entre 15 000 et 35 000 colons européens, surtout suédois et néerlandais. Il y avait au moins 40 000 Amérindiens Sachems et des tribus Delaware.  

La Nouvelle-Suède par rapport à la Nouvelle-Néerlande.

Étendue de la Nouvelle-Suède à l'embouchure du fleuve Delaware.

## Histoire
Au milieu du XVIIe siècle, le Royaume de Suède atteint sa plus grande expansion territoriale et était l'une des plus grandes puissances européennes. La Suède incluait la Finlande et l'Estonie ainsi que des territoires russes, polonais, d'Allemagne et de Lituanie. Les Suédois cherchent à étendre leur influence en créant une colonie agricole (tabac) et de marchands de fourrure pour s'affranchir des marchands français et britanniques. La Compagnie de Nouvelle-Suède reçoit sa charte et inclut des actionnaires suédois, néerlandais et allemands.
La première expédition suédoise en Amérique du Nord embarque du port de Gothembourg (Göteborg) fin 1637. Elle est organisée et supervisée par Clas Fleming, un amiral suédois de Finlande. Un Néerlandais, Samuel Blommaert (en), dirige l'armement des navires et nomma Pierre Minuit à la tête de l'expédition. Les membres de l'expédition, embarqués dans deux vaisseaux appelés Fogel Grip et Kalmar Nyckel, naviguent jusque dans la baie du Delaware, qui s'étend sur les terres réclamées par les Néerlandais, passent le cape May et le cap Henlopen fin mars 1638,, et jetèrent l'ancre près de Minquas Kill qui est aujourd'hui connu sous le nom de Swedes' Landing le 29 mars 1638. Ils construisent un fort sur le site de l'actuelle ville de Wilmington, qu'ils nomment Fort Christina, d'après la reine Christine de Suède. 
Les années suivantes, 600 Suédois et Finnois, ces derniers étant principalement des Skogfinns du centre de la Suède (et un certain nombre de Néerlandais et d'Allemands aux ordres de la Suède), colonisent la région. La colonie constitue une invasion de la Nouvelle-Néerlande, puisque le fleuve et les terres en question ont été explorés et réclamés par cette colonie.
Peter Minuit devient le premier gouverneur de la colonie nouvellement établie de Nouvelle-Suède. Ancien directeur de la Compagnie néerlandaise des Indes occidentales, et prédécesseur du gouverneur d'alors Willem Kieft, Minuit connaît le statut des terres bordant le Delaware. Il sait que les Néerlandais ont établi des actes pour les terres à l'est du fleuve (New Jersey), mais pas pour les terres à l'ouest (le Maryland, le Delaware et la Pennsylvanie). Ils se sont donc principalement installés au Delaware.
Minuit, en choisissant le rive ouest du fleuve, s'affranchit des contraintes territoriales causés par les Néerlandais et il rassemble les sachems des tribus Delaware locales. Les sachems des Susquehannocks sont aussi présents. Ils tiennent un conclave dans sa cabine sur le Kalmar Nyckel, et il persuade les sachems de signer quelques actes qu'il a préparés afin de résoudre d'éventuels problèmes avec les Néerlandais. Ces actes ont disparu. En effet, les Suédois déclarent que le segment de terre acquis inclut les terres à l'ouest du fleuve Sud et en dessous le fleuve Schuylkill ; en d'autres termes, l'actuelle Philadelphie (Pennsylvanie), le sud-est de la Pennsylvanie, le Delaware, et le Maryland. Le sachem Delaware Mattahorn, un des participants de la transaction, revendique au contraire que les terres achetées avaient une taille égale à celle qu'il faut pour planter « six arbres » et que le reste des terres occupées par les Suédois étaient volées.
Le directeur Kieft fait objection à l'accostage des Suédois, mais Minuit ignore sa missive car il sait que les Néerlandais sont militairement impuissants à ce moment. Minuit termine le Fort Christina en 1638, puis repart pour Stockholm pour un deuxième chargement. Il passe par les Caraïbes pour prendre une cargaison de tabac à revendre en Europe pour rentabiliser le voyage. Minuit meurt durant ce voyage, lors d'un ouragan à Saint-Christophe dans les Caraïbes. Les devoirs officiels du premier gouverneur de la Nouvelle-Suède sont alors effectués par le Lieutenant (alors élevé au rang de Capitaine) Måns Nilsson Kling, jusqu'à ce que le gouverneur suivant ait été choisi et présenté en Suède, deux ans plus tard.
Sous Johan Björnsson Printz (gouverneur de 1643 à 1653), la compagnie s'étend le long de la rivière depuis fort Christina, établissant le fort Nouvelle-Elfsborg sur la rive est du Delaware près de l'actuelle Salem et de la Nouvelle-Göteborg sur l'île Tinicum (au sud-ouest de Philadelphie), où il fait aussi construire son propre manoir qu'il nomme The Printzhof. Sous son commandement la colonie suédoise prospère initialement. En 1644, la Nouvelle-Suède soutient les Susquehannocks lors de leur victoire dans la guerre qui les oppose à province anglaise du Maryland. En mai 1654, le fort néerlandais appelé fort Casimir est occupé par les soldats de la colonie de Nouvelle-Suède menés par le gouverneur Johan Risingh. Le fort est pris sans combat car sa garnison n'a plus de poudre à disposition, et le fort est renommé fort Trinité (en suédois : Trefaldigheten). 
En représailles, les Néerlandais – conduits par le gouverneur Pieter Stuyvesant – déplacent leur armée vers le fleuve Delaware à la fin de l'été 1655, menant à la reddition immédiate de fort Trinité et fort Christina. La colonie est intégrée à la Nouvelle-Néerlande le 15 septembre 1655. Les colons suédois et finnois conservent une certaine autonomie, ayant leur propre milice, religion, cour et terres. 
Ce statut dure officiellement jusqu'à la conquête anglaise de la Nouvelle-Néerlande le 24 juin 1664 quand le Duc de York vend la région de l'actuelle du New Jersey à John Berkeley et George Carteret pour créer une proprietary colony, séparée du projet de New York. L'invasion commence, dans les faits, le 29 août 1664 par la capture de la Nouvelle-Amsterdam. L'invasion continue et prend fin par la capture de la Nouvelle-Amstel (maintenant New Castle) en octobre 1664. L'invasion est contestée au début de la deuxième guerre anglo-néerlandaise.
Le statut spécial continue d'être appliqué de façon non officielle jusqu'à ce que la région soit incluse dans la charte de William Penn pour la Pennsylvanie, le 24 août 1682. Durant cette période l'expansion et l'immigration continuent.

### Hoarkill, Nouvelle-Amstel et Upland
Le début de la troisième guerre anglo-néerlandaise mène au retour de l'autorité néerlandaise en Nouvelle-Néerlande en août 1673. Les Néerlandais rétablissent les statuts qui pré-existaient à l'invasion anglaise, et les codifient par la création de trois comtés dans ce qui était auparavant la Nouvelle-Suède. Ces comtés sont le comté de Hoarkill, qui correspond aujourd'hui au Comté de Sussex (Delaware); le comté de New Amstel, qui correspond aujourd'hui au Comté de New Castle; et le comté d'Upland, qui fut plus tard partagé entre le comté de New Castle et la nouvelle colonie de Pennsylvanie. Les trois comtés sont créés le 12 septembre 1673, les deux premiers sur la rive ouest du Delaware, et le troisième de part et d'autre de la rivière.
La signature du Traité de Westminster de 1674 met fin aux efforts néerlandais, et les oblige à rendre la totalité de la Nouvelle-Néerlande aux Anglais, dont les trois comtés. La remise a lieu le 29 juin 1674.
Après avoir pris possession, les Anglais déclarent le 11 novembre 1674 que les colonies à l'ouest du Delaware et de la baie du Delaware (dans les actuels états du Delaware et de Pennsylvanie) sont dépendantes de la colonie de New York, dont les trois comtés. Cette déclaration fut suivie le même jour par une autre qui renommait la Nouvelle Amstel en New Castle. Les autres comtés conservèrent leur nom.
L'étape suivante à l'assimilation de la Nouvelle-Suède dans New York est l'extension de l'autorité du Duc dans la région, ce qui a lieu le 22 septembre 1676. Ceci est suivi par la partition des comtés afin qu'ils correspondent aux frontières de la Pennsylvanie et du Delaware.
La première partition est celle d'Upland entre le Delaware et la Pennsylvanie, avec la majeure partie de la portion du Delaware fusionnant avec le comté de New Castle, le  12 novembre 1678. Les restes du comté d'Upland conservent leur nom.
Le 21 juin 1680, les comtés de New Castle et Hoarkill font l'objet d'une partition pour créer le comté de St. Jones.
Le 4 mars 1681, l'ancienne colonie de Nouvelle-Suède est partagée entre les colonies du Delaware et de Pennsylvanie. La frontière est établie douze milles au nord de New Castle, et la limite nord de la Pennsylvanie est établie au 40e parallèle nord. La limite est l'actuelle frontière avec le New Jersey sur le Delaware, sans limite à l'ouest. La Pennsylvanie commence immédiatement à réorganiser les terres de l'ancienne Nouvelle-Suède qu'elle a récupérées. En juin 1681, Upland cesse d'exister en conséquence de la réorganisation de la colonie de Pennsylvanie, et le gouvernement local d'Upland devient celui du comté de Chester (Pennsylvanie).
Le 24 août 1682, le Duc d'York transfère l'ouest du Delaware, dont l'actuel Delaware à William Penn, transférant ainsi Deale et St. Jones de New York au Delaware. Le comté de St. Jones est renommé comté de Kent ; le comté de Deale devient le comté de Sussex ; seul le comté de New Castle conserve son nom.

## Établissements et fortifications

### Forts
- Fort Christina (1638) - localisé à la confluence de Brandywine Creek et Christina à Wilmington (Delaware).
- Fort Mecoponacka (1641) -  localisé à Chester pour la défense de l'établissement alors connu sous le nom de Finlandia, près d'Upland (Comté de Delaware (Pennsylvanie)).
- Fort Nya Elfsborg (1643) -  localisé du côté New Jersey du Delaware, entre l'actuel Salem et Alloway Creek près de Bridgeport (New Jersey)
- Fort Nya Göteborg  (1643) - localisé sur l'île Tinicum près du site de The Printzhof à Essington (Comté de Delaware (Pennsylvanie)).
- Fort Nya Vasa   (1646) - localisé à Kingsessing, à l'est de Cobbs Creek près de Cobbs Creek Parkway et de la Greenway Avenue à Philadelphie
- Fort Nya Korsholm  (1647) - situé à l'embouchure de la rivière Schuylkill, probablement sur Province Island.
- Fort Casimir (1654) - aussi connu à Fort Trinité (en suédois, Trefaldigheten).

### Établissements
- Christina (1638) - maintenant Wilmington (Delaware)
- Finlandia (Chamassungh) (1641) - maintenant Marcus Hook (Pennsylvanie)
- Upland (1641) - maintenant Chester, Pennsylvanie
- Sveaborg (1642) - maintenant Swedesboro, New Jersey[16],[17]
- Printztorp (1643) - maintenant Chester, Pennsylvanie
- Tequirassy (1643) - maintenant Eddystone (Pennsylvanie)
- Tinicum Island (1643) - maintenant Tinicum Township (Pennsylvanie)
- Minquas Island  (nord de Tinicum Island) (1643) - maintenant le sud-ouest Philadelphie
- Province  Island (Manaiping sur la Schuylkill) (1643) - maintenant le sud-ouest Philadelphie
- Kingsessing (Nya Vasa) (1644) - maintenant le sud-ouest Philadelphie
- Mölndal (1645) - maintenant Yeadon (Pennsylvanie)
- Torne (Aronameck) (1647) - maintenant West Philadelphia (Pennsylvanie)
- Sidoland (1654) - maintenant  Wilmington (Delaware)
- Timber Island (1654) - maintenant  Wilmington (Delaware)
- Strandviken (1654) - maintenant  Wilmington (Delaware)
- Ammansland (1654) - maintenant Darby (Pennsylvanie)
- Nya Stockholm -  maintenant Bridgeport (New Jersey)

## Gouvernement
La résidence officielle des gouverneurs de la Nouvelle Suède était Fort Christina à l'exception de Johan Björnsson Printz qui a élu domicile sur l'île de la Nouvelle-Göteborg.
- Pierre Minuit, directeur nommé par la Compagnie de la Nouvelle-Suède (29 mars 1638 - 15 juin 1638)
- Måns Nilsson Kling, commandant (15 juin, 1638 - 1er avril 1640)
- Peter Hollander Ridder, commandant (1er avril 1640 - 1er février 1643)
- Johan Björnsson Printz (1er février 1643 - 1er octobre 1653)
- Johan Papegoya (1er octobre 1653 - 1er mai 1654)
- Johan Classon Rising (1er mai 1654 - 15 septembre 1655)

## Influence finnoise
Les colons sont originaires du royaume suédois. Le pourcentage de Finnois en Nouvelle-Suède grandit spécialement à la fin de la colonisation. Quand le bateau Mercurius navigue vers la colonie en 1655, 92 des 106 passagers sont listés comme Finnois. Certains sont des Skogfinns, des personnes d'origine finnoise vivant dans les régions forestière du centre de la Suède. Les Skogfinns avaient immigré principalement de Savonie à l'est de la Finlande vers la Dalécarlie, Bergslagen et d'autres provinces au centre de la Suède à la fin du XVIe siècle et au début et milieu du XVIIe siècle. Leur déplacement a commencé sous l'impulsion du roi suédois Gustav Vasa, pour étendre leur agriculture dans ces régions inhabitées de leur pays. Ces Finnois cultivaient traditionnellement avec la technique du brûlis qui convenait mieux à l'agriculture pionnière dans de vastes régions forestières. Par ailleurs, cette méthode était aussi employée par les Amérindiens qui habitaient le Delaware.

## Sources

## Compléments

### Lectures approfondies
- Mickley, Joseph J. Some Account of William Usselinx and Peter Minuit: Two individuals who were instrumental in establishing the first permanent colony in Delaware (The Historical Society of Delaware. 1881)
- Jameson, J. Franklin Willem Usselinx: Founder of the Dutch and Swedish West India Companies (G.P. Putnam's Sons. 1887)
- Myers, Albert Cook, ed.  Narratives of Early Pennsylvania, West New Jersey, and Delaware, 1630-1707. (New York, NY: Charles Scribner's Sons, 1912)
- Ward, Christopher Dutch and Swedes on the Delaware, 1609- 1664 (University of Pennsylvania Press, 1930)